# لوران بيكار
لوران بيكار هو مدرس كندي، ولد في 27 أكتوبر 1927 في مدينة كيبك في كندا، وتوفي في 29 أغسطس 2012.